# Sentier de grande randonnée de pays Sentier Provence, Mines d'Énergies
Le sentier de grande randonnée de pays Sentier Provence, Mines d'Énergies est le deuxième sentier de grande randonnée de pays du département des Bouches-du-Rhône inauguré le 29 mars 2019. Il traverse 14 communes entre le Pays d’Aix et le Pays d’Aubagne et de l’Étoile. Le sentier est découpé en 3 itinéraires (42 km, 45 km et 66 km) complétés de 13 boucles locales dans le bassin minier de Provence entre panoramas industriels patrimoniaux et paysages naturels remarquables.

## Parcours
- Pétale sud: Gréasque, Belcodéne, Auriol, La Destrousse.